# La familia (Egon Schiele)

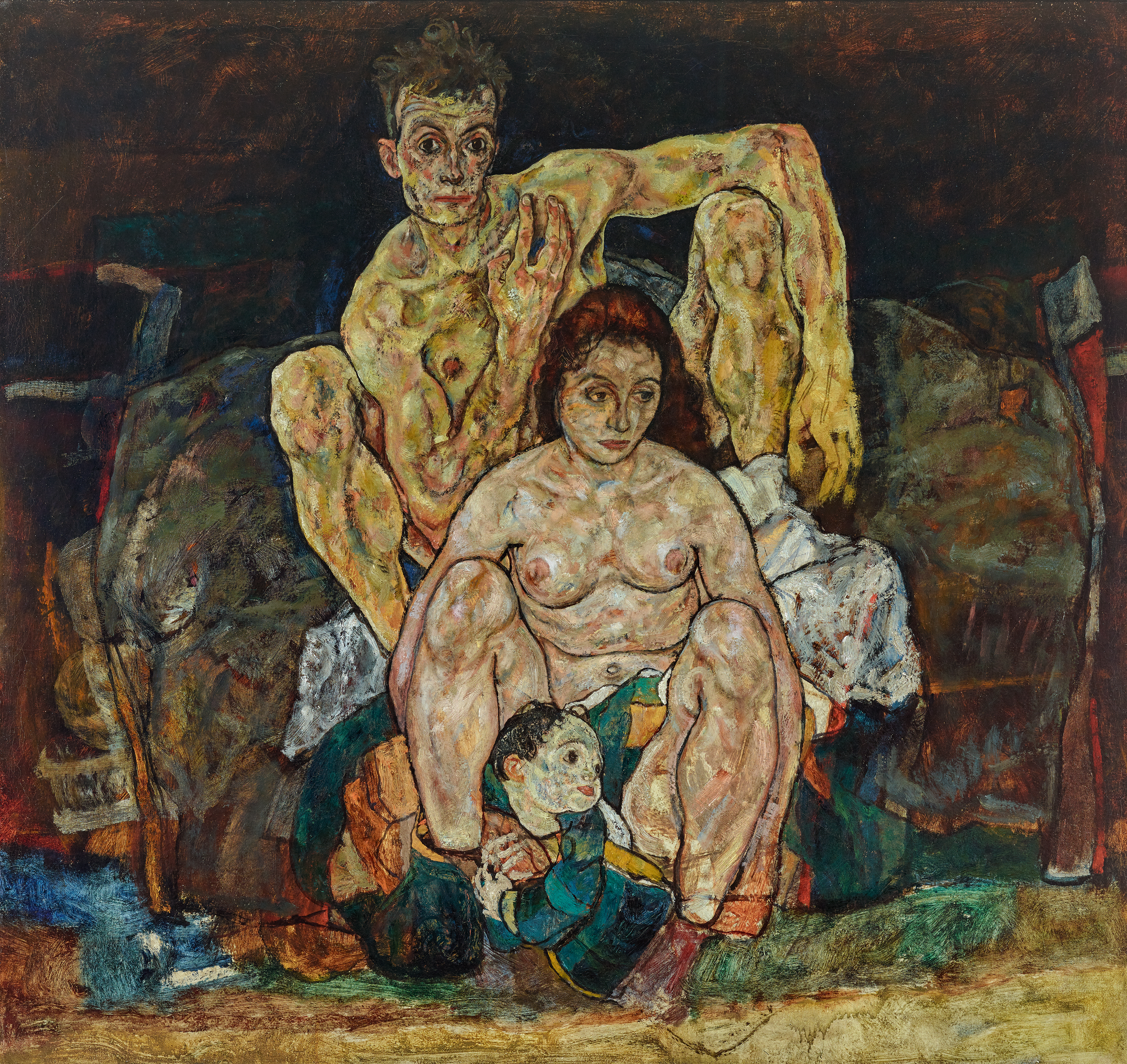
Egon Schiele, La Familia, 1918, Galería Belvedere, Viena.

La Familia (en alemán, "Die Familie") fue la última obra realizada por el pintor austriaco Egon Schiele antes de morir de gripe española el 31 de octubre de 1918. El trabajo mide 152,5 cm x 162,5 cm y se exhibe en la Galería Belvedere de Viena.
La pintura inicialmente titulada Pareja acuclillada (en alemán: "Kauerndes Menschenpaar") muestra al artista y una mujer, ambos desnudos y acuclillados con las rodillas levantadas. La piel de la mujer es de un tono ligeramente rosado, mientras la del hombre es un poco más oscura y dorada contra el fondo todavía más oscuro. Las figuras están dispuestas en una sólida composición piramidal, con la mujer en el suelo mirando a su izquierda con los brazos caídos a los lados. Está descansando entre las piernas del hombre, que está ligeramente elevado sentado sobre un sofá, mirando con tranquilidad al espectador, con el brazo izquierdo doblado y colgando sobre su rodilla izquierda y el derecho cruzado con la mano en el corazón posada cerca del cuello.  

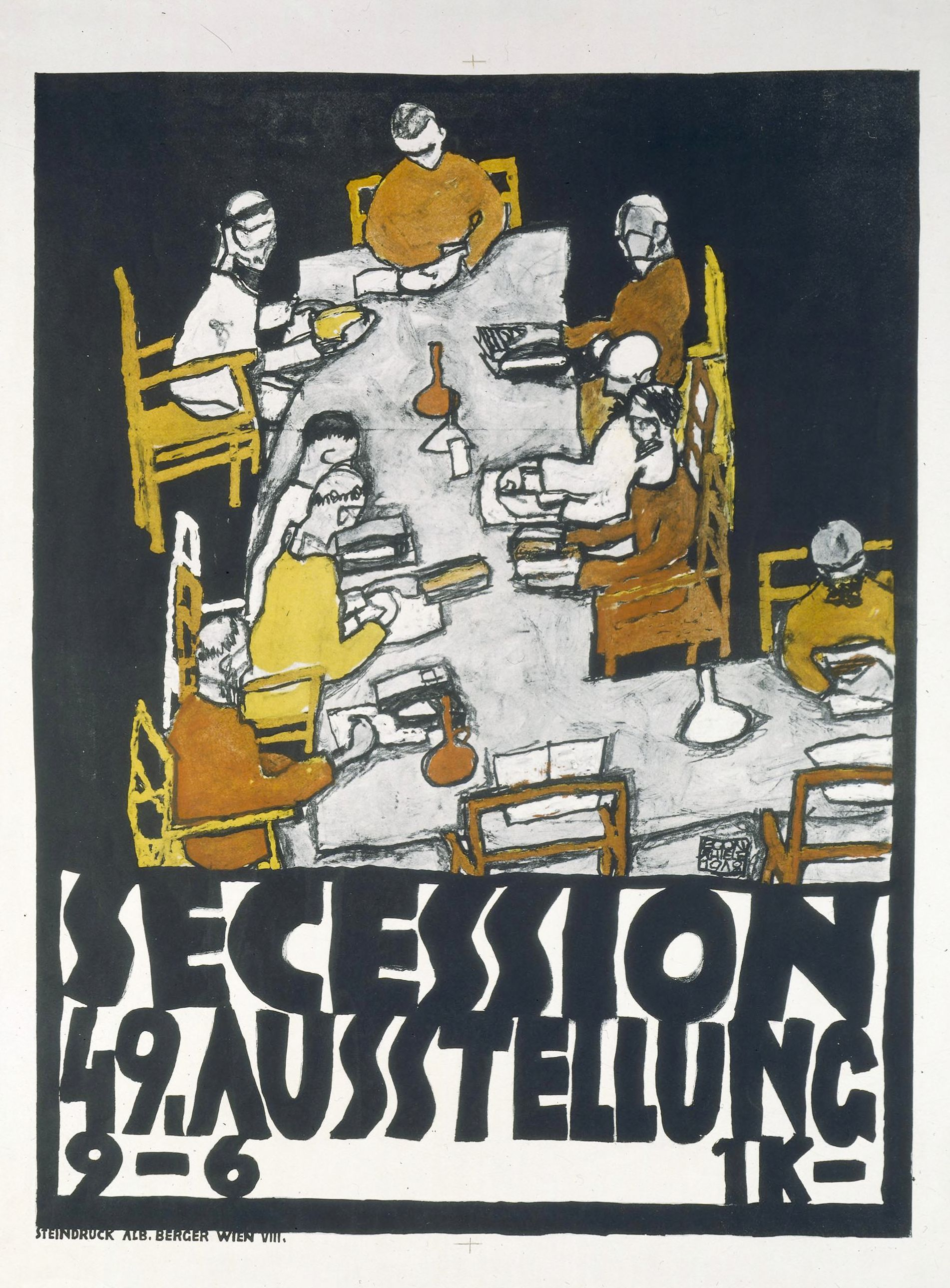
Cartel de Schiele para la 49.ª exposición de la Secesión de Viena en 1918.

El modelo para la mujer no es la esposa de Schiele, Edith (de soltera, Harms), sino su antigua amante Wally Neuzil. Edith supo que estaba esperando su primer hijo mientras la pintura se realizaba, y al saberlo Schiele sustituyó un ramo de flores colocado entre las piernas de la mujer por un bebé envuelto en una manta, cuyo modelo fue su sobrino Toni. Algunas partes de la pintura aparecen inacabadas, como la mano izquierda del hombre. 
Los deberes ligeros de Schiele en el ejército austrohúngaro durante la Primera Guerra Mundial le permitieron continuar pintando y exhibiendo. Esta pintura fue exhibida en la 49.ª exposición de la Secesión de Viena en 1918, para la que Schiele también diseñó el cartel. La exposición incluyó 19 de sus pinturas y 24 dibujos. Schiele se había convertido en el pintor principal en Viena, tras la muerte de Gustav Klimt en febrero de 1918 debido a un derrame cerebral seguido de una neumonía causada por la gripe española.
Edith Schiele murió de la gripe española el 28 de octubre de 1918, con seis meses de embarazo, y Schiele sucumbió a la misma enfermedad tres días más tarde.  
La pintura entonces pasó a ser conocida como La familia y fue comprada por la Galería Belvedere en 1948 al artista austriaco Hans Böhler, durante el tiempo en que vivía en Estados Unidos.